# Odkupienie
Odkupienie – w chrześcijaństwie odkupienie związane jest ze zbawczym dziełem Jezusa Chrystusa, dokonanym w jego śmierci i zmartwychwstaniu, wiąże się z pierwszym dziełem Bożym – stworzeniem świata. Człowiek w swej wolności, danej mu przez Stwórcę, ciągle doświadcza jego pomocy i jego działania na przestrzeni dziejów. Historia Bożych interwencji wskazuje na to, że Bóg chce doprowadzić ludzką wolność do pierwotnego planu, który w syntetyczny sposób nakreślił w Liście do Efezjan św. Pawła: 

W Nim bowiem wybrał nas przed założeniem świata, abyśmy byli święci i nieskalani przed jego obliczem. Z miłości przeznaczył nas dla siebie jako przybranych synów przez Jezusa Chrystusa

 Odkupienie jest nie tylko wybawieniem z grzechu, ale także i przede wszystkim realizacją Bożych zamierzeń, które wszystkich ludzi powołują do tego, by w Chrystusie stali się umiłowanymi dziećmi Boga.

## Odkupienie w Starym Testamencie
Wiara Izraelitów w Starym Testamencie wskazuje, że bóg Jahwe jest odkupicielem. Określenie to pochodzi z prawa rodzinnego, klanowego, plemiennego: rodziny mogły uiścić okup, by uratować krewnego, który popadł w niewolę. Termin ten, przeniesiony na grunt religijny, nie ma już wydźwięku ściśle prawnego, a zwłaszcza nie wyraża idei okupu, który komuś należy zapłacić. Bóg jako Odkupiciel wybawia swój lud za darmo, nikomu nie będąc nic dłużnym. Akcent pada tu na solidarność, na więź pokrewieństwa, którą Bóg kreuje ze swym ludem, na wierność Boga wobec siebie i ludzi. Dla Izraelitów podstawowym doświadczeniem odkupienia było wyjście z Egiptu, jako początek powstania ludu wybranego i przymierza. Wyjście to nie nastąpiło po zapłaceniu jakiegokolwiek okupu, ale jest ono uważane jednoznacznie za wyzwalającą interwencję Boga, mającą swoje źródło w jego nieskończonej władzy i wierności raz złożonym obietnicom.

## Jezus-Odkupiciel
Pierwszym chrześcijanom całkiem naturalnym wydawało się, że zbawczy wymiar śmierci Jezusa można wyrazić słowem „odkupienie”. Jezus podczas Ostatniej Wieczerzy, za pomocą gestu sam wskazał, że jego śmierć ma walor zbawczy i że jest śmiercią dla odkupienia wszystkich. W Nowym Testamencie krzyż ukazywany jest jako decydujący akt wyzwolenia, którego dokonał Bóg. Śmierć Jezusa Chrystusa jest odkupieniem, wybawieniem, ofiarą. Św. Jan nawiązuje do symboliki baranka paschalnego. Chodzi o ofiarę, której celem nie jest zmiana woli zagniewanego Boga (gdyż Bóg stale pragnie aby człowiek pojednał się z Nim), ale wpisanie się w przymierze z Bogiem  umożliwiające jego ludowi pojednanie się z Nim. 
Równocześnie Nowy Testament mówi o śmierci Jezusa jako odkupieniu. Jezus jest tym, który oddaje swe życie na okup za wielu – nie dlatego, że jest zobowiązany komukolwiek coś zapłacić, lecz dlatego, że w nim objawia się oblicze Boga, który jest wierny swym obietnicom, Boga, który nie może nas zostawić w niewoli grzechu i śmierci. To Jezus jest prawdziwym Odkupicielem człowieka i historii, tym, który uwalnia od grzechu, ukazuje miłość Boga troszczącego się o to, by żadne z  jego dzieci nie zginęło.